# Bohuslän Big Band
Die Bohuslän Big Band ist ein Jazzensemble aus Schweden in der Besetzung einer Big Band, das sich auf Modern Jazz spezialisiert hat. Es entstand aus einer im 19. Jahrhundert gegründeten Militärkapelle.

## Geschichte
Die Ursprünge der Bohuslän Big Band gehen auf das frühe 19. Jahrhundert zurück, als das Infanterieregiment der damaligen Provinz Bohuslän eine eigene Militärkapelle etablierte. 1956 begann dieses Orchester damit, Jazz zu spielen. Seit dieser Zeit entwickelte sich das Orchester neben der Norrbotten Big Band zu einer der beiden professionellen Big Bands in Schweden. Seine Mitglieder sind fest angestellte Berufsmusiker. Die Bohuslän Big Band wird von der Region Västra Götaland betrieben (seit 2004 ist sie im Konserthus von Vara angesiedelt).

## Hintergrund
Aufgabe der Bohuslän Big Band ist es, für alle Bewohner der Region, aber auch auf nationaler und internationaler Ebene, die Big-Band-Musik zu pflegen und weiterzuentwickeln. Die Formation konzertiert nicht nur in der Region, sondern tourt jährlich durch Schweden und das Ausland. 2001 ging das Orchester (als erste schwedische Bigband) in Japan und China auf Tournee; bereits 2003 und 2008 spielte sie wieder in Japan. Weiterhin ist die Band in Großbritannien, Dänemark, Deutschland, den USA und Ägypten auf Konzertreise. Der Klangkörper ist auf Festivals wie dem Copenhagen Jazz Festival, Jazz Baltica und dem Stockholm Jazz Festival aufgetreten.
Die Bohuslän Big Band interpretiert Kompositionen, die von ihr in Auftrag gegeben wurden, aber auch Kompositionen von Duke Ellington, Frank Zappa, Avishai Cohen, James Brown, Lew Soloff, Kenny Wheeler, Ale Möller, Bengt-Arne Wallin, Lars Jansson, Gil Evans, Maria Schneider und anderen. Als Arrangeure waren unter anderem Bob Mintzer, George Gruntz und Colin Towns tätig. Das Orchester ist mit Gregory Porter, Maria Schneider  und Nils Landgren, aber auch mit schwedischen Popgrößen wie Povel Ramel, Jill Johnson und Solala aufgetreten.

## Besetzung (Stand 2022)
- Trompeten: Lennart Grahn, Samuel Olsson, Jan Eliasson,
- Posaunen: Niclas Rydh, Christer Olofsson, Hanne Småvik, Ingrid Utne (Bassposaune)
- Holzblasinstrumente: Joakim Rolandson, Martin Bjurek Svanström, Linus Lindblom, Mikael Karlsson, Alberto Pinton
- Rhythmusgruppe: Göran Kroon

## Diskographie
- Bohusläns Blåsarsymfoniker, Bohusläns Blåsarkvintett, Bohuslän Big Band: Westwinds (Fusion, 1992)
- Jukka Linkola, Bohuslän Big Band: Pegasos (Imogena, 1993)
- Bohuslän Big Band Plays Lars Jansson: The Blue Pearl (Phono Suecia, 1996)
- Lars Jansson & Bohuslän Big Band: One Poem, One Painting (Imogena, 1998)
- Bohuslan Big Band Plays Zappa (Imogena, 2000)
- Ramel Ramel Ramel (Gazell, 2000, mit  Monica Borrfors und Claes Janson)
- Katrine Madsen with Bohuslän Big Band: Magic Night (Music Mecca)
- Lars Jansson • Bohuslän Big Band Temenos (Spice of Life, 2003; mit Paolo Fresu)
- Swallow Songs (Bohuslan Big Band, 2008; mit Steve Swallow)[4]
- Jaqee & Bohuslän Big Band: Letter to Billie (Bohuslan Big Band, 2008)
- Porgy & Bess (Vara Konserthus, 2009; mit Lew Soloff und Adam Nussbaum)
- Good Time Christmas (Vara Konserthus, 2009)
- Don’t Fence Me In (ACT, 2011, mit Nils Landgren und Colin Towns)[5]
- Ale Möller & Bohuslän Big Band Pegasus (Prophone, 2013)
- Frankly! A Tribute to Frank Sinatra (Vara Konserthus, 2016, mit Erik Gullbransson & Wermland Opera)
- Sisters of Invention & Bohuslän Big Band: En Rymd av Färg (Vara Konserthus, 2017)
- Harvest (Havtorn Records, 2017; mit Malin Wättring 4)[6]
- Poems for Orchestra (mit Anders Jormin, Lena Willemark & Karin Nakagawa)
- Brinner upp i natten (mit SOLALA)
- Up & Coming (Prophone Records 2019)[7]
- Kathrine Windfeld, Bohuslän Big Band: Determination (Prophone Records 2021)
- Jazzparaden Vol. 1[8]
- Chasin’ the Bird: A Tribute to Charlie Parker (Prophone Records 2021)
- Jan Levander: Portrait of Bohuslän Big Band (Prophone Records 2021)